# Yangon (regio)
Yangon, ook Rangoon, is een regio van Myanmar. De hoofdstad is de gelijknamige stad Yangon, de grootste stad van het land. De regio telt naar schatting 6.510.000 inwoners op een oppervlakte van 10.171 km².

## Religie
De grootste religie in Yangon is het boeddhisme, maar er zijn ook kleinere aantallen moslims, christenen en hindoes.
| Religieuze samenstelling (2014) | Religieuze samenstelling (2014) | Religieuze samenstelling (2014) | Religieuze samenstelling (2014) | Religieuze samenstelling (2014) |
| ------------------------------- | ------------------------------- | ------------------------------- | ------------------------------- | ------------------------------- |
|                                 |                                 |                                 |                                 |                                 |
| Boeddhisme                      | Boeddhisme                      |                                 | 91,0%                           | 91,0%                           |
| Christendom                     | Christendom                     |                                 | 3,2%                            | 3,2%                            |
| Islam                           | Islam                           |                                 | 4,7%                            | 4,7%                            |
| Animisme                        | Animisme                        |                                 | 0,0%                            | 0,0%                            |
| Hindoeïsme                      | Hindoeïsme                      |                                 | 1,0%                            | 1,0%                            |
| Geen/Overig                     | Geen/Overig                     |                                 | 0,1%                            | 0,1%                            |